# Championnats d'Europe de gymnastique acrobatique 1990
Navigation
Édition précédente Édition suivante
Les championnats d'Europe de gymnastique acrobatique 1990, onzième édition des championnats d'Europe de gymnastique acrobatique, ont eu lieu en 1990 à Augsbourg, en Allemagne.

## Tableau des médailles par pays
| Rang | Nation | Or | Argent | Bronze | Total |
| ---- | ------ | -- | ------ | ------ | ----- |
| 1    |        |    |        |        |       |
| 2    |        |    |        |        |       |
| 3    |        |    |        |        |       |
| 4    |        |    |        |        |       |
| 5    |        |    |        |        |       |
| 6    |        |    |        |        |       |

## Tableau des médailles par épreuves[1]
| Épreuves         | Or                                                     | Argent                                    | Bronze                                     |
| Duo masculin     | Duo masculin                                           | Duo masculin                              | Duo masculin                               |
| ---------------- | ------------------------------------------------------ | ----------------------------------------- | ------------------------------------------ |
| Général          | Union soviétique Genadin Tsherishenko Yuri Stepchenkov | Bulgarie Rumen Latchkow Wladimir Entchew  | Pologne Andrzej Piechota Gregor Godzwon    |
| Statique         | Union soviétique Genadin Tsherishenko Yuri Stepchenkov | Bulgarie Rumen Latchkow Wladimir Entchew  | Pologne Andrzej Piechota Gregor Godzwon    |
| Dynamique        | Union soviétique Genadin Tsherishenko Yuri Stepchenkov | Pologne Andrzej Piechota Gregor Godzwon   | Bulgarie Rumen Latchkow Wladimir Entchew   |
| Duo féminin      |                                                        |                                           |                                            |
| Général          | Union soviétique Elena Drozhina Sulfiya Alimova        | Bulgarie Jordanka Jodanova Anna Kirkovska | Pologne Beata Ptonka Brygida Sakowska      |
| Statique         | Union soviétique Elena Drozhina Sulfiya Alimova        | Bulgarie Jordanka Jodanova Anna Kirkovska | Pologne Beata Ptonka Brygida Sakowska      |
| Dynamique        | Union soviétique Elena Drozhina Sulfiya Alimova        | Bulgarie Jordanka Jodanova Anna Kirkovska | Royaume-Uni Olenka Hassall Kathie Phillips |
| Duo mixte        |                                                        |                                           |                                            |
| Général          |                                                        |                                           |                                            |
| Statique         |                                                        |                                           |                                            |
| Dynamique        |                                                        |                                           |                                            |
| Quatuor masculin |                                                        |                                           |                                            |
| Général          |                                                        |                                           |                                            |
| Statique         |                                                        |                                           |                                            |
| Dynamique        |                                                        |                                           |                                            |
| Trio féminin     |                                                        |                                           |                                            |
| Général          |                                                        |                                           |                                            |
| Statique         |                                                        |                                           |                                            |
| Dynamique        |                                                        |                                           |                                            |